# Juan Teodorico de Löwenstein-Wertheim-Rochefort

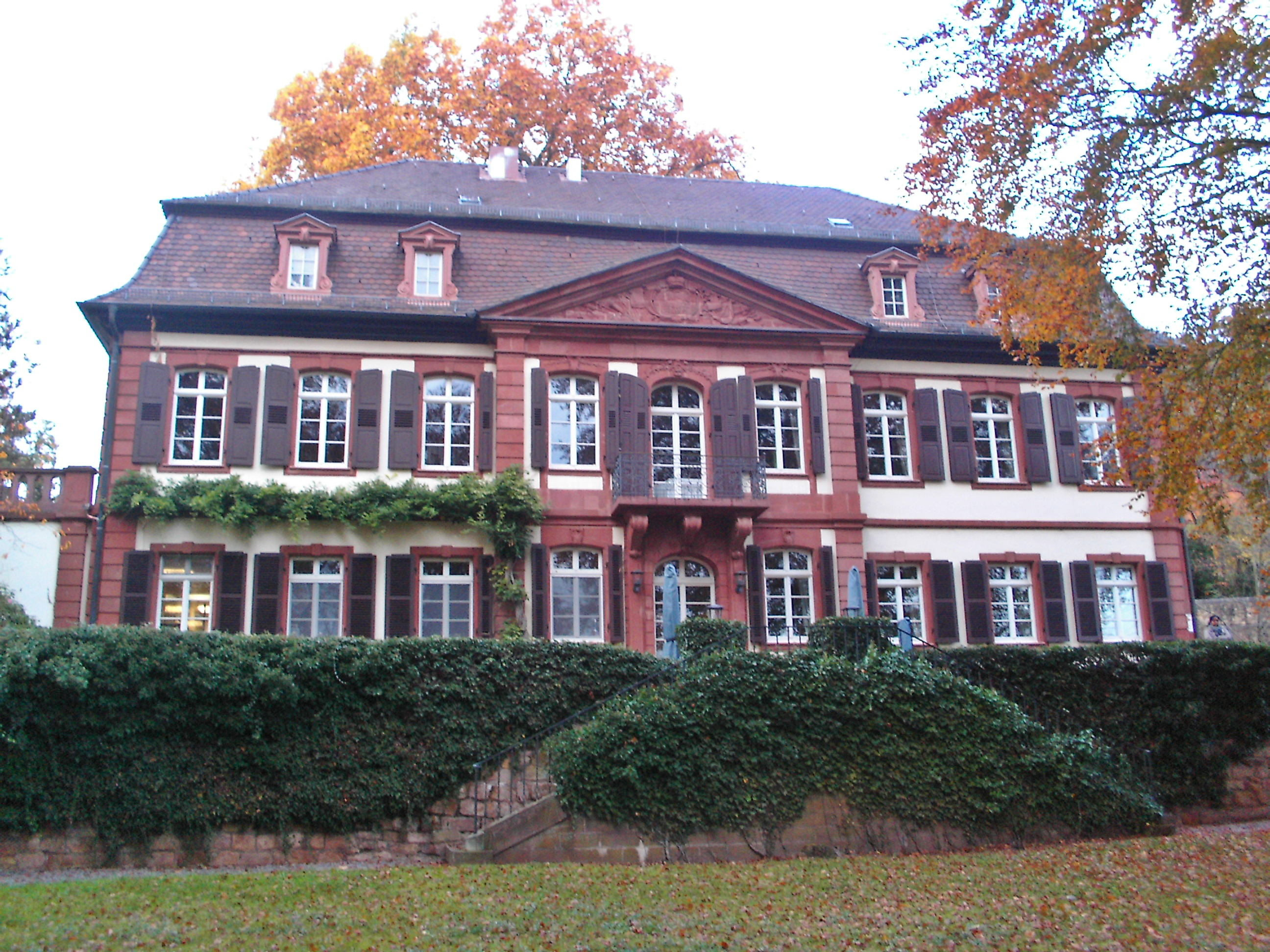
El castillo oficial de Löwenstein en Albersweiler, Palatinado.

Juan Teodorico de Löwenstein-Wertheim-Rochefort (Wertheim am Main, 31 de enero de 1585 -ibidem, 6 de marzo de 1644) era descendiente del elector palatino Federico I como conde von Löwenstein. Se convirtió a la fe católica y fundó la todavía floreciente familia noble Löwenstein-Wertheim-Rochefort (rebautizada como Löwenstein-Wertheim-Rosenberg desde 1813).

## Biografía
Juan Teodorico de Löwenstein-Wertheim-Rochefort era el más joven de siete hijos del conde Luis III de Löwenstein-Wertheim (1530-1611) y su esposa Ana de Stolberg-Stolberg (1531-1599). Su madre Ana de Stolberg era la hija del conde Luis de Stolberg.
Además del entrenamiento habitual de los nobles en ese momento, que principalmente incluía esgrima, equitación, música y danza, el conde Juan Teodorico también recibió lecciones de dialéctica, filosofía moral y astronomía.
El 6 de noviembre de 1611, se casó con Josina von der Marck (1583-1626) en Kerpen; después de su muerte, Maria Sibylla von Dummermünden (1600–1656). Solo hubo descendientes del primer matrimonio, un total de siete hijos: cinco hijos y dos hijas. El hermano de Josina von der Marck, Ernesto (1590-1654), era yerno del conde (luego príncipe) Juan Jorge de Hohenzollern-Hechingen (1577-1623), un representante determinante del partido imperial o católico.
De la herencia de su madre, el conde Johann Dietrich también recibió el gobierno de Rochefort en la Bélgica actual. En 1621, poco después del estallido de la Guerra de los Treinta Años, se convirtió a la fe católica en Bélgica y luchó en el ejército de la Liga Católica desde 1622. No fue sino hasta 1634 que pudo regresar a su ciudad natal de Wertheim.
El condado de Wertheim pertenecía a Juan Tedorico (católico de 1621) y a su sobrino Federico Luis (protestante). En ausencia de 
Juan Tedorico, el rey sueco Gustavo II Adolfo liberó ilegalmente a los súbditos de Wertheim de sus deberes contra el conde Juan Tedorico y nombró a su sobrino protestante Federico Luis como único gobernante.
Después de la Batalla de Nördlingen (1634) ganada por el campo católico, Federico Luis (1598–1657) tuvo que huir, y el Emperador Fernando II a cambio convirtió a Juan Tedorico de Löwenstein en el único gobernante. Esto reintrodujo la confesión católica en el condado y llamó a los capuchinos a su país. Según el edicto imperial de restitución, las órdenes religiosas que fueron expropiadas recuperaron en gran medida sus propiedades.
En el tratado de paz de Westfalia de 1648, se derogó el Edicto de Restitución y se estableció la denominación de 1624 como norma vinculante en todas partes. Sin embargo, el conde Johann Dietrich no vivió para ver esto pues murió en 1644. Su hijo el conde Fernando Carlos (1616-1672) y el regreso de su primo Federico Luis reanudaron el gobierno. El condado volvió a ser protestante, con la excepción de la oficina de Wildeck (Abstatt). En 1634, el conde Juan Teodorico pudo adquirir la antigua propiedad de la familia Löwenstein de Scharfeneck en el Palatinado para su línea familiar, ya que la línea familiar protestante Löwenstein-Scharfeneck fue revocada por el emperador en 1622 y se extinguió en la línea masculina en 1633. La sede oficial de la zona en la orilla izquierda del Rin estaba en el castillo de Löwenstein en Albersweiler, en el distrito de St. Johann, hoy una casa de estudio de BASF.
Los historiadores Siegfried Hänle (1814-1889) y Karl Spruner von Merz (1803-1892) describen al conde Johann Dietrich von Löwenstein en su manual para viajeros en Maine (1845) como “tan sabios como valientes, hombre ágil y bien viajado".

### Matrimonios e hijos
Juan Teodorico se casó el 6 de noviembre de 1611 en Kerpen con Josina de Mark, condesa de Rochefort (* 3 de enero de 1583; † 26 de febrero de 1626), hija de Philip Lord von Lumen-Zering (1548-1613) y Catharine von Manderscheid. († 1594). Tienen 7 hijos: 
- Felipe Ernesto (1611-1635).
- Ernesto Teodoro (1612-1622).
- Federico Luis (1614-1615).
- Josina Waldburga (1615-1683), casada en 1632 en Steffensweert con el conde Hermann de Berg-s'Herenberg-Steffensweert († 1669).
- Fernando Carlos, conde de Löwenstein-Wertheim-Rochefort, se casó con la princesa Ana María de Fürstenberg-Heiligenberg (1634 - 1705) el 6 de marzo de 1651 en Colonia. Su hijo Maximiliano Carlos Alberto (1656-1718) se convirtió en el primer duque de Löwenstein-Wertheim-Rochefort en 1711.
- Dorotea Catalina (1618-1655), casada en 1641 con el conde Fernando Luis de Manderscheid-Gerolstein (1613-1670).
- Juan Teodoro (1623-1645).

Su segundo matrimonio, el 13 de noviembre de 1626 en Colonia (matrimonio morganático) con Maria Sibylla von Dumersmünden (* 1600-4 de diciembre de 1656). No tienen hijos.